# Charles Vane-Tempest-Stewart, VI marchese di Londonderry
Charles Stewart Vane-Tempest-Stewart, VI marchese di Londonderry (Londra, 16 luglio 1852 – Durham, 8 febbraio 1915), è stato un nobile e politico irlandese.
Anglo-irlandese per nascita, fu anche grande proprietario terriero e benefattore, prestando servizio in diverse amministrazioni conservatrici tra la fine del XIX secolo e l'inizio del XX.
Dopo essere succeduto al padre nel marchesato di famiglia nel 1884, fu Lord luogotenente d'Irlanda tra il 1886 e il 1889. Successivamente ricoprì l'incarico di Direttore generale delle poste del Regno Unito dal 1900 al 1902 e Presidente della Board of Education tra il 1902 e il 1905. Sostenitore della causa protestante nell'Ulster, fu un oppositore del governo indipendentista irlandese ed uno degli istigatori della formale alleanza in questo senso tra Partito Conservatore e Unionisti Liberali nel 1893. Strenuo conservatore, votò contro il Parliament Act del 1911.

## Biografia

### La famiglia e i primi anni

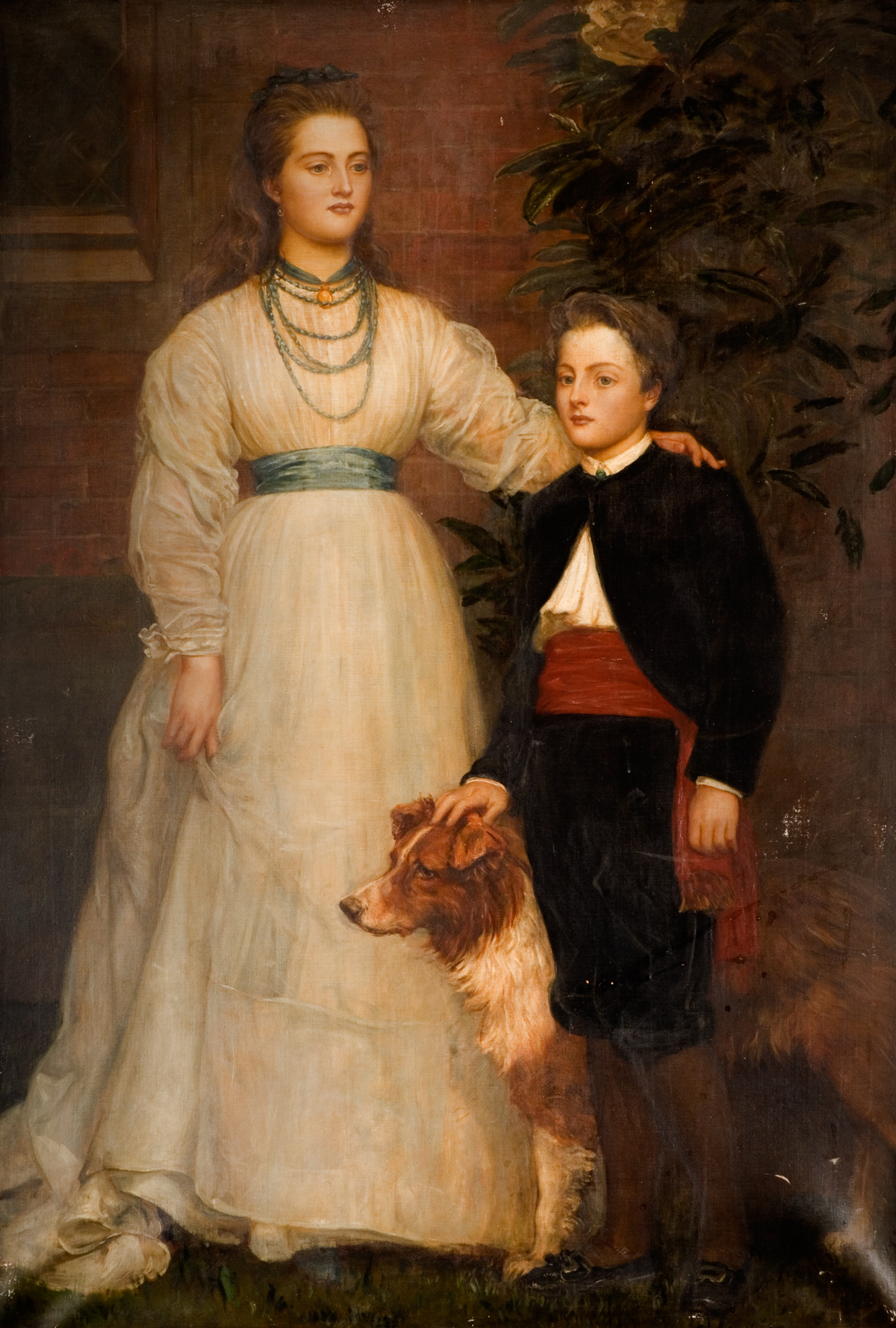
La moglie Theresa Chetwynd-Talbot e il figlio primogenito Charles.

Charles Vane-Tempest nacque a Londra, figlio primogenito di George Vane-Tempest, V marchese di Londonderry, e di sua moglie Mary Cornelia, unica figlia di Sir Sir John Edwards, I baronetto. Egli era a sua volta nipote di Charles Stewart, III marchese di Londonderry e pronipote di Robert Stewart, II marchese di Londonderry, noto statista. Lord Randolph Henry Churchill era suo cugino di primo grado. Venne educato a Eton,, all'Università Nazionale d'Irlanda e al Christ Church di Oxford. Divenne noto con il titolo di cortesia di visconte Castlereagh quando suo padre succedette al marchesato di Londonderry nel 1872. Nel 1885 aggiunse l'originale cognome di Stewart per licenza reale.

### Carriera politica

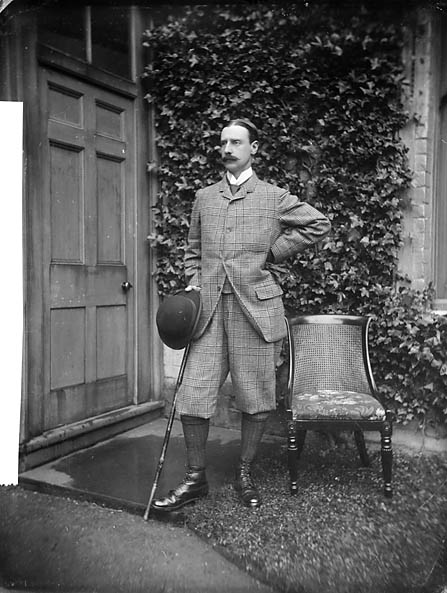
Il marchese in una foto di John Thomas.

Charles Vane-Tempest-Stewart iniziò la sua carriera parlamentare come rappresentante per la costituente di Down nel 1878, seggio che mantenne sino al 1884, quando succedette a suo padre nel marchesato di famiglia ed entrò per diritto a fare parte della Camera dei lord. Dopo che i conservatori furono passati al potere nel 1886 sotto la guida di Robert Gascoyne-Cecil, III marchese di Salisbury, lord Londonderry venne inserito nel Consiglio privato del Regno Unito e nominato Lord luogotenente d'Irlanda. Era quello un periodo non facile per l'Irlanda. Il primo Home Rule Bill di Gladstone era stato da poco rigettato dal parlamento e i sentimenti nazionalisti iniziavano a farsi sentire forti in Irlanda. Secondo il Dictionary of National Biography, il marchese di Londonderry "... perseguì il suo compito come viceré con tatto e coraggio, al punto che quando lasciò Dublino nel 1889 lo scontento popolare era quasi cancellato e addirittura si erano prese alcune misure per restaurare la prosperità." Venne nominato Cavaliere dell'Ordine della Giarrettiera nel 1888 e ammesso nell'Irish Privy Council dal 1892. Si oppose al secondo Home Rule Bill di Gladstone nel 1893 e presiedette agli incontri che portarono all'alleanza formale tra i Conservatori e gli Unionisti Liberali.
Dal 1895 al 1897 il marchese di Londonderry fu consigliere della London School Board. Torò al governo nell'aprile del 1900 quando il marchese di Salisbury lo nominò Postmaster General, divenendo così membro del gabinetto di governo nel novembre di quello stesso anno. Dopo che Arthur Balfour divenne primo ministro nell'agosto del 1902, il marchese di Londonderry divenne Presidente della Board of Education. Con questo ruolo egli supervisionò l'Education Act del 1902 e quello del 1903. Tra il 1903 e il 1905 egli fu anche Lord Presidente del Consiglio. Gli Unionisti caddero nel dicembre del 1905 e il marchese ebbe modo di focalizzarsi maggiormente sulla questione irlandese. Strenuo conservatore, fu uno dei 114 pari che votarono contro il Parliament Act del 1911. Come presidente degli Unionisti dell'Ulster si oppose al terzo Home Rule Bill proposto dal governo liberale nel 1912 e fu il secondo firmatario nella Ulster Convenant dopo Sir Edward Carson.

### Altri incarichi pubblici
Fu inoltre Lord luogotenente di Belfast (1900-1904) e di Down (1902-1915), vice tenente di Montgomeryshire e della contea di Durham e giudice di pace per la contea di Durham. Nel 1910 divenne sindaco di Durham. Nel 1903 Londonderry venne nominato Cavaliere di Gran Croce del Reale Ordine Vittoriano.

### Morte
Morì di polmonite a Durham l'8 febbraio 1915. La marchesa di Londonderry morì a marzo del 1919.

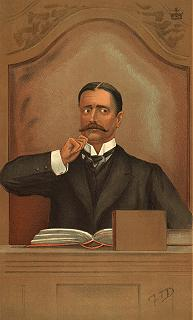
Caricatura di Charles Vane-Tempest-Stewart, Frederick Thomas Dalton.

## Matrimonio
Sposò, il 2 ottobre 1875, Lady Theresa Chetwynd-Talbot, figlia di Charles Chetwynd-Talbot, XIX conte di Shrewsbury. Ebbero tre figli:
- Lady Helen Maria Teresa Vane-Tempest-Stewart (8 settembre 1876-14 gennaio 1956), sposò Giles Fox-Strangways, VI conte di Ilchester, ebbero quattro figli
- Charles Vane-Tempest-Stewart, VII marchese di Londonderry (13 maggio 1878-11 febbraio 1949)
- Lord Charles Stewart Reginald Vane-Tempest-Stewart (4 dicembre 1879-9 ottobre 1899)